# Здравковец
Здравковец (болг. Здравковец) — село в Болгарии. Находится в Габровской области, входит в общину Габрово. Население составляет 79 человек.

## Политическая ситуация
Здравковец подчиняется непосредственно общине и не имеет своего кмета, кметский наместник в селе — Николай Митев Караколев.
Кмет (мэр) общины Габрово — Томислав Пейков Дончев (Граждане за европейское развитие Болгарии (ГЕРБ)) по результатам выборов.